# Mimolette (collection)
 (mai 2023).
Si vous disposez d'ouvrages ou d'articles de référence ou si vous connaissez des sites web de qualité traitant du thème abordé ici, merci de compléter l'article en donnant les références utiles à sa vérifiabilité et en les liant à la section « Notes et références ».
Mimolette est une collection de bande dessinée éditée par L'Association.
Initiée par Matt Konture en 1998, la collection est basée sur la tradition du Comix : des livres qui se fouillent et se dénichent, plutôt qu'ils ne s'identifient clairement sur des rayonnages.